# Kreuzrahmen

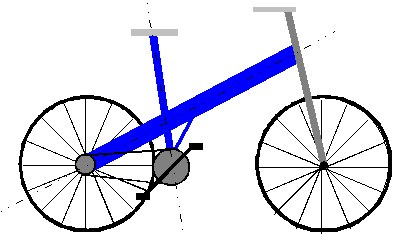
Fahrrad mit klassischem Kreuzrahmen, schematisch; in reiner Form ist die Kreuzungsstelle nicht verstrebt

Der klassische Kreuzrahmen ist ein Fahrradrahmen aus zwei gekreuzten Rohren großen Durchmessers. Es kreuzen sich etwa mittig das Sattelrohr, welches nur zur Aufnahme des Tretlagers nach unten verlängert ist, und ein Rohr, welches vom Steuerrohr zum Hinterrad geht und sich dann zur Hinterradgabel teilt.
Diese Rahmenform ist eine der ältesten, sie wurde 1886 erstmals in England von  der Firma Hillman & Cooper gebaut. Anfang des 20. Jahrhunderts kam der Kreuzrahmen in einigen  europäischen Ländern kurzzeitig  in Mode, verlor aber ab 1930 immer mehr an Bedeutung. In der jüngeren Zeit gab es  nur noch vereinzelt Hersteller, die sich dem Kreuzrahmendesign gewidmet haben.
Da der klassische Kreuzrahmen prinzipiell nicht sehr steif ist, werden meistens zusätzliche Verstrebungen an der Kreuzungsstelle angebracht. 
Monocoque-Rahmen aus Verbundmaterialien (vor allem CFK) sind ähnlich konstruiert. Ihre Steifigkeit resultiert daraus, dass  die Kreuzungsstelle  großvolumig ausgelegt ist.
Die Vorteile des klassischen Kreuzrahmens sind die einfache Form und der leichtere Durchstieg (wie beim Mixte-Rahmen).
Moderne als Kreuzrahmen bezeichnete Rahmenformen sind zu Fachwerkrahmen erweiterte Standardrahmen. Sie enthalten gewöhnlich ein zusätzliches Rohr, das sich mit einem anders verlegten bisherigen kreuzt.